# Русс, Марко
Марко Русс (нем. Marco Russ; род. 4 августа 1985, Ханау, ФРГ) — немецкий футболист, выступавший на позиции защитника.

## Биография
Марко Русс родился 4 августа 1985 года в городе Ханау. Спортивную карьеру он начал в возрасте четырёх лет в футбольной команде «Гроссаухайм», где его первым тренером стал его отец Райнер Русс. В 1996 году Марко попал юношескую команду клуба «Айнтрахт» из Франкфурта.
Марко прошёл через все возрастные команды «Айнтрахта», и с 2004 года числился в основной команде клуба. В сезоне 2004/05 Марко вместе с клубом занял третье место во второй Бундеслиге, дающее право выступать в высшей лиге Германии, в том сезоне Марко появился только в трёх матчах. В сезоне 2005/06 Марко сыграл 9 матчей, а его клуб чудом избежал вылета из Бундеслиги, заняв в итоге 14 место.
С сезона 2006/07 Русс регулярно попадал в основной состав, проведя 26 матчей и забив 1 мяч, Марко также провёл два матча в кубке УЕФА. В сезоне 2007/08 Марко провёл 29 матчей и забил 3 мяча, а его клуб занял 9 место в чемпионате.
В январе 2008 года Марко продлил контракт с клубом до 30 июня 2012 года.
Летом 2011 года перешёл в «Вольфсбург», сумма отступных составила 2,75 миллионов евро.

В 2016 году, при допинг пробе у игрока в крови было выявлено повышенное содержание гормона роста; как выяснилось, причиной этого стало раковое заболевание. Спустя три месяца лечения окончательно вылечился от рака.

## Достижения
- Победитель Кубка Германии: 2017/18
- Финалист Кубка Германии: 2016/17

## Статистика
| Клуб     | Сезон   | Чемпионат | Чемпионат | Кубки | Кубки | Европейские кубки | Европейские кубки | Итого | Итого |
| Клуб     | Сезон   | Игры      | Голы      | Игры  | Голы  | Игры              | Голы              | Игры  | Голы  |
| -------- | ------- | --------- | --------- | ----- | ----- | ----------------- | ----------------- | ----- | ----- |
| Айнтрахт | 2004/05 | 3         | 0         | 0     | 0     | -                 | -                 | 3     | 0     |
| Айнтрахт | 2005/06 | 9         | 0         | 2     | 0     | -                 | -                 | 11    | 0     |
| Айнтрахт | 2006/07 | 27        | 1         | 3     | 0     | 2                 | 0                 | 32    | 1     |
| Айнтрахт | 2007/08 | 29        | 3         | 2     | 0     | -                 | -                 | 31    | 3     |
| Айнтрахт | 2008/09 | 33        | 4         | 1     | 0     | -                 | -                 | 34    | 4     |
| Айнтрахт | 2009/10 | 30        | 4         | 3     | 0     | -                 | -                 | 33    | 4     |
| Айнтрахт | 2010/11 | 12        | 0         | 2     | 0     | -                 | -                 | 14    | 0     |
| Айнтрахт | Итого   | 143       | 12        | 13    | 0     | 2                 | 0                 | 158   | 12    |

(откорректировано по состоянию на конец сезона 2009/10)